# Ukraiński Uniwersytet Katolicki im. św. Klemensa w Rzymie
Ukraiński Uniwersytet Katolicki św. Klemensa (UKU, ukr. Український Католицький Університет св. Климента) – utworzony 8 grudnia 1963 w Rzymie ukraiński uniwersytet  greckokatolicki, będący kontynuacją działań Greckokatolickiej Akademii Teologicznej we Lwowie. Założycielem Uniwersytetu i jego pierwszym rektorem był kardynał Josyf Slipyj.
W latach 1965–1966 zbudowano na terenie Soboru św. Zofii budynek Uniwersytetu. Wykładało w nim 21 profesorów, miał on 5 wydziałów (teologiczny, filozoficzno-humanistyczny, matematyczno-przyrodniczy, prawa i nauk społecznych, medyczno farmaceutyczny). Zajęcia odbywały się głównie w języku ukraińskim, jedynie na wydziale teologicznym i filozoficzno-humanistycznym część zajęć odbywała się po łacinie.
Po wyjściu Ukraińskiej Cerkwi Greckokatolickiej z podziemia oraz uzyskaniu niepodległości przez Ukrainę w 1991 Uniwersytet rozpoczął przekazywanie swoich funkcji ukraińskiemu środowisku naukowo-religijnemu we Lwowie, które w 1994 utworzyło Lwowską Akademię Teologiczną. Sam Uniwersytet został zmieniony w Instytut św. Klemensa w Rzymie.